# Vivien Lyra Blair
Vivien Lyra Blair (Los Ángeles, California, 4 de junio de 2012) es una actriz infantil estadounidense. Saltó a la fama por su papel en Bird Box (2018), además ha participado en el videojuego Telling Lies (2019) y en la película de superhéroes We Can Be Heroes (2020). En 2022, interpretó a Leia Organa en la serie de Disney+ Obi-Wan Kenobi, por la que recibió elogios de la crítica.  También fue nominada a un premio Saturn a la mejor interpretación de un actor más joven en una serie de televisión.

## Biografía
Vivien Lyra Blair nació en 2012 en Los Ángeles (California). Ha practicado Taekwondo desde los cinco años. En 2019, a los seis años, se convirtió en la portavoz más joven de Personas por el Trato Ético de los Animales.
Apareció por primera vez en la gran pantalla en la película Band Aid de 2017 y posteriormente en la miniserie Waco (2018). Saltó a la fama después de interpretar a Chica / Olimpia en Bird Box (2018) a la edad de cinco años. La película sigue a una mujer que se venda los ojos a sí misma y a sus dos hijos para protegerlos de entidades que hacen que las personas mueran una vez que las ven. Blair pasó la mayor parte del rodaje de la película con los ojos vendados. Un crítico de The Rensselaer Polytechnic encontró su actuación «impresionante, especialmente de alguien tan joven». A pesar de su recepción crítica mixta, Bird Box se convirtió en la película más vista de Netflix hasta que Red Notice la superó en 2021.
Al año siguiente hizo su primera aparición en un videojuego en Telling Lies. The Guardian la consideró «[una] alegría inesperada ... con una confianza adorable». Blair interpretó a Guppy en la película de superhéroes We Can Be Heroes (2020), una secuela de Las aventuras de Sharkboy y Lavagirl (2005). Si bien la película recibió críticas mixtas, The Daily Telegraph elogió la actuación de Blair como «muy divertida» y «simplemente absurda ... el equipo de efectos simplemente no es necesario cuando ella está haciendo lo suyo».
En 2022 interpretó a la joven Leia Organa en la serie Obi-Wan Kenobi basada en la exitosa franquicia Star Wars. Sobre su casting, el guionista de la serie Joby Harold dijo que el equipo necesitaba una actriz que encarnara la voz y el espíritu de una joven Carrie Fisher: «[necesitamos] [alguien] que se sienta enérgico. No se siente precoz. No, no se siente como si estuvieran hablando como un adulto escribiendo para un niño, pero sientes el espíritu de lo que construyó Carrie Fisher». Harold descubrió que Blair era «una pequeña actriz asombrosa» que capturó milagrosamente ese espíritu, particularmente en sus escenas con el coprotagonista Ewan McGregor. Muchos críticos se mostraron positivos con respecto a su actuación: Variety describió sus entregas de líneas como «aplomos», mientras que The Daily Telegraph argumentó que tenía «la combinación perfecta de energía e inocencia». En una revisión más mixta, Nick Schager de The Daily Beast pensó que sus entregas de línea «no eran ... consistentemente geniales», pero la consideró adecuada para el papel. Por su actuación, recibió una nominación al Premio Saturn a la Mejor Interpretación de un Actor Joven en una Serie de Televisión en Streaming.
También en 2022, interpretó el personaje de Emily Gradstone en la película dramática titulada Dear Zoe, basada en la novela para adultos jóvenes del mismo título de Philip Beard. Así mismo interpretó el papel de Sawyer Harper en la película de terror y suspense, The Boogeyman, que es una adaptación cinematográfica del relato corto de Stephen King,The Boogeyman (El coco), que se estrenó en cines el 2 de junio de 2023. en la película interpreta el papel de Sawyer, una joven cuya familia está aterrorizada por un monstruo críptico. Ella dudaba en asumir el papel porque no quería interpretar «otro personaje que había que salvar». Sin embargo, después de leer el guion, lo reconsideró y vio que Sawyer era «mucho más que eso». A Blair le resultó difícil retratar el miedo de su personaje, la emoción con la que menos conectaba como actriz. Varios críticos elogiaron su actuación; Así The Hollywood Reporter declaró que: «Blair está tan convincentemente aterrorizado que uno espera que los servicios infantiles sigan la producción de cerca». Por este papel, obtuvo una nominación al premio Saturn al Mejor intérprete joven en una película.

## Filmografía

### Cine
| Año  | Título           | Papel           | Notas                                             | Ref.   |
| ---- | ---------------- | --------------- | ------------------------------------------------- | ------ |
| 2017 | Band Aid         | Isis            |                                                   | [ 29 ] |
| 2018 | Bird Box         | Chica / Olimpia | Película de Netflix                               | [ 30 ] |
| 2019 | The Play Date    | Lila            | Telefilme                                         |        |
| 2020 | We Can Be Heroes | Guppy           | Película de Netflix; acreditada como Vivien Blair | [ 31 ] |
| 2022 | Dear Zoe         | Emily Gladstone |                                                   | [ 32 ] |
| 2023 | The Boogeyman    | Sawyer Harper   |                                                   | [ 33 ] |
| 2023 | Heritage Day     | Evie            | Cortometraje                                      | [ 34 ] |
| 2024 | Goodrich         | Billie          | Posproducción                                     | [ 35 ] |

### Televisión
| Año  | Título           | Papel                    | Notas                           | Ref.   |
| ---- | ---------------- | ------------------------ | ------------------------------- | ------ |
| 2018 | Waco             | Serenity Jones           | Miniserie; 6 episodios          | [ 36 ] |
| 2019 | Estación 19      | Penny                    | Episodio: «El caballero oscuro» | [ 4 ]  |
| 2020 | Indebted         | Hazel Klein              | 3 episodios                     | [ 37 ] |
| 2021 | Sr. Corman       | Sara                     | 2 episodios                     | [ 38 ] |
| 2022 | The First Lady   | Leonor Roosevelt (joven) | Episodio: «That White House»    | [ 4 ]  |
| 2022 | Obi Wan Kenobi   | Leia Organa              | Miniserie; 6 episodios          | [ 4 ]  |
| 2023 | Fatal Attraction | Ellen Gallagher (joven)  | 7 episodios                     | [ 39 ] |

### Videojuegos
| Año  | Título       | Papel | Notas                        | Ref.   |
| ---- | ------------ | ----- | ---------------------------- | ------ |
| 2019 | Telling Lies | Alba  | Acreditada como Vivien Blair | [ 40 ] |

## Premios y nominaciones
| Año  | Premio         | Categoría                                                                      | Trabajo nominado | Resultado | Ref.   |
| ---- | -------------- | ------------------------------------------------------------------------------ | ---------------- | --------- | ------ |
| 2022 | Premios Saturn | Mejor interpretación de un actor joven en una serie de televisión en streaming | Obi-Wan Kenobi   | Nominada  | [ 19 ] |
| 2023 | Premios Saturn | Mejor interpretación de un actor joven en una película                         | The Boogeyman    | Nominada  | [ 28 ] |